# Children of the Corn (1984)
Children of the Corn is een Amerikaanse horrorfilm van regisseur Fritz Kiersch uit 1984. Het verhaal is gebaseerd op het gelijknamige korte verhaal van Stephen King uit 1978, uit zijn boek Nightshift (in het Nederlands opgenomen in Kings boek Satanskinderen). De film bleek het startpunt van een reeks vervolgen. In 2009 verscheen er daarnaast een gelijknamige remake.

## Verhaal
Burton (Peter Horton) en Vicky Stanton (Linda Hamilton) willen aangifte doen van een moord en belanden daarvoor in het dichtstbijzijnde dorpje, Gatlin. In het plaatsje blijkt echter geen volwassen mens te vinden. Een groep kinderen houdt het draaiende.
De kijker komt te weten dat drie jaar geleden een jongen genaamd Isaac Chroner (John Franklin) naar het dorp kwam, dat toen nog gewoon bevolkt was met volwassenen en hun kinderen. Isaac kreeg met zijn gepreek de kinderen van Gatlin langzaam maar zeker in zijn macht, waarop de groep alle volwassenen uitmoordde.
Burton en Vicky komen er weldra achter dat ze Gatlin niet meer uit kunnen. De kinderen hebben het op ze voorzien als hun volgende slachtoffers om te offeren aan hun kwade bovennatuurlijke afgod in de plaatselijke maïsvelden.

## Rolverdeling

### Volwassenen
| Acteur          | Personage             |
| --------------- | --------------------- |
| Peter Horton    | Burt Stanton          |
| Linda Hamilton  | Vicky Baxter          |
| R. G. Armstrong | Diehl ("De oude man") |

### Kinderen
| Acteur            | Personage             |
| ----------------- | --------------------- |
| John Franklin     | Isaac Chroner         |
| Courtney Gains    | Malachai Boardman     |
| Robby Kiger       | Job                   |
| Anne Marie McEvoy | Sarah                 |
| Julie Maddalena   | Rachel                |
| John Philbin      | Richard 'Amos' Deigan |
| Jonas Marlowe     | Joseph                |

## Vervolgen
- Children of the Corn II: The Final Sacrifice (1992)
- Children of the Corn III: Urban Harvest (1995)
- Children of the Corn IV: The Gathering (1996)
- Children of the Corn V: Fields of Terror (1998)
- Children of the Corn 666: Isaac's Return (1999)
- Children of the Corn: Revelation (2001)
  - Children of the Corn (2009, remake van deel 1)
- Children of the Corn: Genesis (2011)
- Children of the Corn: Runaway (2018)

## Trivia
- In de film ligt het boek Nightshift op het dashboard van Burton en Vicky's auto.
- Het einde van de film wijkt af van het einde van Kings originele verhaal.
- In de komische animatieserie South Park wordt van deze film een parodie gemaakt.